# Cristóbal de Gama
Cristóbal de Gama (en portugués: Cristóvão da Gama; Évora, 1515 - 29 de agosto de 1542) fue un militar portugués que lideró al ejército portugués entre los años 1541 y 1543 durante la guerra contra el ejército musulmán de Ahmad ibn Ibrihim al-Ghazi (también conocido como Ahmad Gragn). Salió victorioso en cuatro batallas contra fuerzas muy superiores, pero fue derrotado en la última, tras la cual fue capturado y ejecutado. Sir Richard Burton, en su First Footsteps in East Africa, se refirió a él como «el más caballeroso de toda la era de la Caballería».

## Biografía

### Carrera inicial
Cristóbal de Gama era hijo de Vasco da Gama y de Catarina de Ataíde y hermano menor de Esteban de Gama. Primero fue a la India en 1532 con su hermano en la flota Pedro Vaz de Amaral, donde recibió el puesto de capitán de Malaca. Al regresar a Portugal en 1535, fue nombrado caballero de la Casa Real, como recompensa por la valentía mostrada.
Llevó a cabo diversos cometidos y se juntó con García de Noronha para navegar a Diu el 6 de abril de 1538. Muchas veces en sus viajes demostró gran rapidez mental, lo que salvo la vida a sus compañeros; en reconocimiento a su valía,

### De vuelta en la India
Regresó a la India en 1538 con su hermano, que en 1540 fue designado por el rey Juan III de Portugal como  11.º gobernador de India portuguesa (1540-42). Su hermano emprendió una campaña contra la flota del bajá de Egipto, comandando una gran flota de 75 navíos que entró en el mar Rojo, con la intención de atacar a la flota otomana del puerto de Suez, dejando Goa el 31 de diciembre de 1540 y llegando a Adén el 27 de enero de 1541. Cristóbal iba al mando de uno de los barcos.
La flota llegó a Massawa el 12 de febrero, donde Esteban de Gama dejó un número de navíos y continuó hacia el norte. Al llegar a Suez, descubrieron que los otomanos habían sabido mucho tiempo antes de su asalto, lo que frustró su intento de quemar las naves varadas. La flota se vio obligado a volver sobre sus pasos a Massawa, aunque haciendo una escala para atacar el puerto de El Tor, en la península del Sinaí.

### La campaña etíope
Una vez de vuelta en Massawa, el 22 de mayo, se encontraron que los hombres que había dejado inquietos ya que habían sido convencidos por el cirujano gallego denominado patriarca João Bermúdez de que debían de proporcionar ayuda militar al asediado emperador de Etiopía, Gelawdewos. Estebán de Gama accedió a sus demandas y desembarcó 400 hombres de armas portugueses, de los que unos 70 eran también artesanos e ingenieros, 130 soldados esclavos y suministros suficientes para ellos en Massawa y el cercano puerto de Arqiqo, dejándolos a cargo de su hermano Cristóbal, antes de partir de regreso a la India el 9 de julio.
El ejército estaba equipado con unos mil arcabuces, un número similar de picas y algunas bombardas.
En 1542, después de haber sido tomado prisionero en la batalla contra el jeque de Zeilá, falleció víctima de las torturas que le infligieron sus captores. La obra Historia das cousas que o mui esforçado capitão Dom Cristóvão da Gama fez nos reinos do Preste João com quatrocentos portugueses que consigo levou (1564), de Miguel Castanho, narra este episodio.